# Адміністративний устрій Любарського району
Головна стаття — Любарський район
Адміністративний устрій Любарського району — адміністративно-територіальний поділ Любарського району Житомирської області на 1 селищну громаду та 3 сільські ради, які об'єднують 48 населених пунктів та підпорядковані Любарській районній раді. Адміністративний центр — смт Любар.

## Сучасний устрій району

### Громади Любарського району
| № | Назва                     | Центр     | Населені пункти | Площа км² | Місце за площею | Населення (2001), чол. | Місце за населенням |
| - | ------------------------- | --------- | --- | --------- | --------------- | ---------------------- | ------------------- |
| 1 | Любарська селищна громада | смт Любар | с. Авратин с. Березівка с. Бичева с. Борушківці с. Велика Волиця с. Великий Браталів с. Великі Деревичі с. Великобраталівське с. Веселка с. Виноградівка с. Гізівщина с. Глезне с. Горопаї с. Гринівці с. Громада с. Демківці с. Дослідне с. Житинці с. Квітневе с. Кириївка с. Коваленки с. Коростки с. Кутище с. Липне смт Любар с. Мала Деревичка с. Малий Браталів с. Меленці с. Михайлівка с. Мотовилівка с. Нова Чортория с. Новий Любар с. Озерне с. Панасівка с. Перетік с. Привітів с. Рогізна с. Северинівка с. Семенівка с. Стара Чортория с. Филинці с. Юрівка |           |                 |                        |                     |

### Список рад Любарського району
| № | Назва                     | Центр        | Населені пункти                           | Площа км² | Місце за площею | Населення (2001), чол. | Місце за населенням |
| - | ------------------------- | ------------ | ----------------------------------------- | --------- | --------------- | ---------------------- | ------------------- |
| 1 | Вигнанська сільська рада  | с. Вигнанка  | с. Вигнанка                               |           |                 |                        |                     |
| 2 | Пединська сільська рада   | с. Пединка   | с. Пединка с. Провалівка                  |           |                 |                        |                     |
| 3 | Стрижівська сільська рада | с. Стрижівка | с. Іванківці с. Старий Любар с. Стрижівка |           |                 |                        |                     |

## Список рад Любарського району до початку реформи 2015 року
| №  | Назва                             | Центр               | Населені пункти                                           | Площа км² | Місце за площею | Населення (2001), чол. | Місце за населенням |
| -- | --------------------------------- | ------------------- | --------------------------------------------------------- | --------- | --------------- | ---------------------- | ------------------- |
| 1  | Любарська селищна рада            | смт Любар           | смт Любар                                                 |           |                 |                        |                     |
| 2  | Авратинська сільська рада         | с. Кириївка         | с. Кириївка с. Авратин                                    |           |                 |                        |                     |
| 3  | Березівська сільська рада         | с. Березівка        | с. Березівка с. Северинівка                               |           |                 |                        |                     |
| 4  | Бичівська сільська рада           | с. Бичева           | с. Бичева с. Рогізна                                      |           |                 |                        |                     |
| 5  | Великобраталівська сільська рада  | с. Великий Браталів | с. Великий Браталів с. Великобраталівське                 |           |                 |                        |                     |
| 6  | Великоволицька сільська рада      | с. Велика Волиця    | с. Велика Волиця                                          |           |                 |                        |                     |
| 7  | Великодеревичівська сільська рада | с. Великі Деревичі  | с. Великі Деревичі                                        |           |                 |                        |                     |
| 8  | Веселківська сільська рада        | с. Филинці          | с. Филинці с. Веселка с. Михайлівка                       |           |                 |                        |                     |
| 9  | Вигнанська сільська рада          | с. Вигнанка         | с. Вигнанка                                               |           |                 |                        |                     |
| 10 | Гізівщинська сільська рада        | с. Гізівщина        | с. Гізівщина с. Демківці с. Житинці с. Квітневе с. Озерне |           |                 |                        |                     |
| 11 | Глезненська сільська рада         | с. Глезне           | с. Глезне с. Мала Деревичка с. Перетік                    |           |                 |                        |                     |
| 12 | Горопаївська сільська рада        | с. Горопаї          | с. Горопаї                                                |           |                 |                        |                     |
| 13 | Громадська сільська рада          | с. Громада          | с. Громада                                                |           |                 |                        |                     |
| 14 | Коростківська сільська рада       | с. Коростки         | с. Коростки                                               |           |                 |                        |                     |
| 15 | Липненська сільська рада          | с. Липне            | с. Липне с. Кутище                                        |           |                 |                        |                     |
| 16 | Малобраталівська сільська рада    | с. Малий Браталів   | с. Малий Браталів с. Гринівці                             |           |                 |                        |                     |
| 17 | Меленецька сільська рада          | с. Меленці          | с. Меленці с. Виноградівка                                |           |                 |                        |                     |
| 18 | Мотовилівська сільська рада       | с. Мотовилівка      | с. Мотовилівка с. Семенівка                               |           |                 |                        |                     |
| 19 | Новочорторийська сільська рада    | с. Нова Чортория    | с. Нова Чортория                                          |           |                 |                        |                     |
| 20 | Панасівська сільська рада         | с. Панасівка        | с. Панасівка с. Коваленки                                 |           |                 |                        |                     |
| 21 | Пединська сільська рада           | с. Пединка          | с. Пединка с. Провалівка                                  |           |                 |                        |                     |
| 22 | Привітівська сільська рада        | с. Привітів         | с. Привітів                                               |           |                 |                        |                     |
| 23 | Старочорторийська сільська рада   | с. Стара Чортория   | с. Стара Чортория с. Борушківці с. Дослідне               |           |                 |                        |                     |
| 24 | Стрижівська сільська рада         | с. Стрижівка        | с. Стрижівка с. Іванківці с. Старий Любар                 |           |                 |                        |                     |
| 25 | Юрівська сільська рада            | с. Юрівка           | с. Юрівка с. Новий Любар                                  |           |                 |                        |                     |

* Примітки: смт — селище міського типу, с. — село

## Історія
Район утворено 7 березня 1923 року у складі Житомирської округи Волинської губернії з Кутищенської, Любарської, Ново-Любарської, Панасівської, Провалівської, Старо-Любарської (Казенна частина), Старо-Любарської (Старомейська частина), Старо-Любарсько-Стрижівської, Юрівської сільських рад Любарської волості, Авратинської, Великоволицької, Гринівецької, Мало-Браталівської, Мотовилівської, Пединецької сільських рад Мотовилівської волості, Горопаївської, Коростківської, Липнівської, Меленецької, Ново-Чорторийської, Печанівської, Привітівської, Старо-Чорторийської сільських рад Ново-Чорторийської волості, Велико-Браталівської, Вищикусівської, Волосівської, Карповецької, Кілківської, Красновульської, Красносільської, Мало-Браталівської, Стовпівської та Филинецької сільських рад Краснопільської волості Полонського повіту.
12 січня 1924 року ліквідовані Кутищенська, Любарська, Старо-Любарська (казенна громада) та Велико-Волицька сільські ради. 21 серпня 1924 року до складу району передано Деревицьку, Глезненську, Борушковецьку, Гізівщинську, Мартинівську, Вишнопільську сільські ради Полонського району та Вигнанську, Ожарівську, Мшанецьку сільські ради Старокостянтинівського району Шепетівської округи. Тоді ж було передано: до складу Чуднівського району — Волосівську, Карпівецьку, Колківську, Красновульську, Красносільську та Стовпівську сільські ради, до складу Миропільського — Печанівську та Привітівську сільські ради.
17 червня 1925 року до складу району було повернуто Печанівську та Привітівську сільські ради, передано Березівську, Бичевську, Цимбалівську сільські ради Терешпільського району Вінницької округи. 26 жовтня 1925 року в складі району утворено Яблунівську, з центром у с. Яблунівка, 26 червня 1926 року — Киріївську, з центром у с. Кириївка, Северинівську, з центром у с. Северинівка та Семенівську, з центром у с. Семенівка, сільські ради, відновлено Казенно-Громадську сільську раду.
13 лютого 1935 року Бичівську, Вишнопільську, Коржівську, Мартинівську, Михиринецьку, Мшанецьку, Ожарівську, Пишківську, Рогізненську, Северинівську, Цимбалівську, Яблунівську сільські ради передано до складу Остропільського району, Печанівську сільську раду — до складу Дзержинського району. Включено до складу району Коваленківську сільську раду Янушпільського району.
В 1941-44 роках територія району входила до гебітскомісаріату Чуднів Генеральної округи Житомир, додатково було утворено Михайлівську, Новолюбарську, Северинівську, Червоно-Володимирівську та Черетинську сільські управи.
11 серпня 1954 року було ліквідовано Борушківську, Вигнанську, Виноградівську, Вищикусівську, Демковецьку, Житинецьку, Казенно-Громадську, Кириївську, Коваленківську, Коростківську, Кутищенську, Малодеревичківську, Новолюбарську, Пединківську, Привітівську, Семенівську та Филинецьку сільські ради, 11 січня 1960 року — Провалівську сільську раду. 17 травня 1957 року відновлено Привітівську сільську раду.
30 грудня 1962 року, внаслідок ліквідації, територія району перейшла до складу Дзержинського району. Відновлений 4 січня 1965 року з Любарською селищною, Авратинською, Березівською, Великобраталівською, Великоволицькою, Великодеревичівською, Гізівщинською, Глезненською, Горопаївською, Липненською, Малобраталівською, Меленецькою, Мотовилівською, Новочорторийською, Панасівською, Пединською, Привітівською, Старочорторийською, Стрижівською сільськими радами Дзержинського району та Бурковецькою, Краснопільською, Красносільською, Молочківською, Носівською, Стетковецькою сільськими радами Бердичівського району у складі.
8 грудня 1966 року Бурковецьку, Краснопільську, Красносільську, Молочківську, Носівську, Стетковецьку сільські ради було передано до складу відновленого Чуднівського району. 5 липня 1965 року в складі району відновлено Бичівську сільську раду, 10 березня 1966 року — Вигнанську сільську раду, 10 травня 1972 року утворено Веселківську та ліквідовано Горопаївську сільські ради.
21 червня 1991 року відновлено Коростківську, 26 червня 1992 року — Горопаївську та Юрівську сільські ради, 18 травня 1994 року утворено Громадську сільську раду.
До початку адміністративно-територіальної реформи в Україні (станом на початок 2015 року) до складу району входили селищна та 24 сільські ради.
10 березня 2017 року в складі району було утворено Любарську селищну територіальну громаду, внаслідок чого 20 листопада 2017 року були ліквідовані Любарська селищна, Авратинська, Березівська, Бичівська, Великобраталівська, Великоволицька, Великодеревичівська, Веселківська, Гізівщинська, Глезненська, Горопаївська, Громадська, Коростківська, Липненська, Малобраталівська, Меленецька, Мотовилівська, Панасівська, Привітівська, Юрівська сільські ради, 1 червня 2020 року — Новочорторийська та Старочорторийська сільські ради.
На час ліквідації району, відповідно до Постанови Верховної Ради України від 17 липня 2020 року, до його складу входили селищна територіальна громада та 3 сільські ради.